# 버튼 (기업)
버튼(Burton)은 스노우보드 및 관련 장비를 제조하는 미국의 스포츠 브랜드이다. 1977년 제이크 버튼 카펜터에 의해 설립되었으며, 본사는 버몬트주 버링턴에 위치하고 있다.

## 역사
버튼은 1977년 제이크 버튼 카펜터에 의해 설립되었으며, 초기에는 소규모로 스노우보드를 제작하였다. 버튼은 스노우보드의 대중화를 이끌며 업계 선두주자로 성장하였다. 1980년대와 1990년대 동안 버튼은 혁신적인 디자인과 기술을 도입하며 시장을 선도하였다.

## 제품
버튼은 다양한 스노우보드 장비를 제조하고 있다. 주요 제품으로는 스노우보드, 스노우보드 부츠, 바인딩, 헬멧, 고글, 의류 등이 있다. 또한, 버튼은 고품질의 스노우보드 의류와 액세서리도 제공한다.

## 사회적 책임
버튼은 환경 보호와 지속 가능한 발전에 대한 책임을 다하고자 노력하고 있다. 회사는 친환경 소재를 사용하고, 제품의 수명을 연장시키기 위한 다양한 프로그램을 운영하고 있다.

## 스폰서십 및 이벤트
버튼은 여러 스노우보드 대회를 후원하며, 세계적인 스노우보드 선수들을 지원하고 있다. 매년 버튼 US 오픈 스노우보드 챔피언십을 주최하여 전 세계의 스노우보드 애호가들을 끌어모은다.

## 버튼 팀 멤버
버튼 팀은 버튼 브랜드에서 스폰서쉽을 받고 있는 주요 선수들로 구성되어 있다. 이 목록은 엠베서더를 제외한 버튼의 주요 팀원들을 포함하고 있다.
- Anna Gasser
- Ayumu Hirano
- Ben Ferguson
- Berenice Wicki
- Brian Rice
- Brock Crouch
- Brolin Mawejje
- Carlos Garcia Knight
- Chloe David
- Christian Haller
- Clemens Millauer
- Danny Davis
- Darcy Sharpe
- Dima Luchkin
- Gaon Choi
- Grace Warner
- Haruki Takeuchi
- Hiroto Ogiwara
- Jake Canter
- Jakub Hrones
- Jesse Augustinus
- Jiayu Liu
- Jonas Hasler
- Josh Vagne
- Jye Kearney
- Kaishu Hirano
- Kelly Clark

이 팀은 버튼의 철학과 제품 개발에 큰 영향을 미치고 있으며, 세계적으로 인정받는 선수들로 구성되어 있다. 각 멤버들은 다양한 스노우보드 대회에서 활동하며 버튼의 제품을 테스트하고 혁신하는데 중요한 역할을 하고 있다.